# Donatien Tuyizere
Donatien Tuyizere Jojoli (ur. 28 stycznia 1984 w Kigali) – rwandyjski piłkarz grający na pozycji lewego obrońcy. W swojej karierze rozegrał 12 meczów w reprezentacji Rwandy.

## Kariera klubowa
Swoją karierę piłkarską Tuyizere rozpoczął w klubie Léopards FC. W sezonie 2003 zadebiutował w jego barwach w pierwszej lidze rwandyjskiej. W 2004 roku grał w APR FC, z którym został wicemistrzem kraju. W latach 2005–2007 był zawodnikiem SC Kiyovu Sport. Z kolei w latach 2007-2010 grał w Atraco FC, z którym wywalczył mistrzostwo Rwandy w sezonie 2007/2008, dwa wicemistrzostwa w sezonach 2008/2009 i 2009/2010 oraz Puchar Rwandy w 2009 roku. W sezonie 2010/2011 ponownie występował w SC Kiyovu Sport, z którym został wicemistrzem kraju. W sezonie 2011/2012 grał w APR FC, z którym sięgnął po dublet - mistrzostwo i Puchar Rwandy. W sezonie 2012/2013 był piłkarzem Rayon Sports FC, z którym wywalczył mistrzostwo kraju, a w sezonie 2013/2014 - Police FC. W sezonie 2014/2015 występował w Sunrise FC, w którym zakończył karierę.

## Kariera reprezentacyjna
W reprezentacji Rwandy Tuyizere zadebiutował 11 grudnia 2007 w przegranym 0:2 meczu CECAFA Cup 2007 z Ugandą, rozegranym w Dar es Salaam. Od 2007 do 2010 wystąpił w kadrze narodowej 12 razy.